# Liste der Staatsoberhäupter 1440
Übersicht
◄◄ | ◄ | 1436 | 1437 | 1438 | 1439 | Liste der Staatsoberhäupter 1440 | 1441 | 1442 | 1443 | 1444 | ► | ►►

Weitere Ereignisse

## Afrika
- Ägypten (Burdschiyya-Dynastie)
  - Sultan: az-Zahir Saif ad-Din Dschaqmaq (1438–1453)

- Algerien (Abdalwadiden)
  - Sultan: Abul-Abbas Ahmad I. al-Aqil (1430–1462)

- Äthiopien
  - Kaiser (Negus Negest): Konstantin I. (1434–1468)

- Ifriqiya (Ost-Algerien, Tunesien) (Hafsiden)
  - Kalif: Abu Umar Uthman (1435–1487)

- Jolof (im heutigen Senegal)
  - Buur-ba Jolof: Tyukuli N'Diklam (1420–1440)
  - Buur-ba Jolof: Leeyti Tyukuli (1440–1450)

- Kanem-Bornu (Sefuwa-Dynastie)
  - König / Mai: Kaday III. (1439–1440)
  - König / Mai: Dunama V. (1440–1444)

- Kano
  - König: Abdullah Burja (1438–1452)

- Marokko (Meriniden)
  - Sultan: Abdalhaqq II. (1420–1465)

## Amerika
- Aztekenreich
  - Tlatoani: Itzcóatl (1427–1440)
  - Tlatoani: Moctezuma I. (1440–1469)

- Inkareich
  - Inka: Pachacútec Yupanqui (1438–1471)

## Asien
- Ak Koyunlu
  - Herrscher: Qara Yülük Uthman (1389–1453)

- Champa
  - König: Jaya Indravarman VII. (1400–1441)

- China (Ming-Dynastie)
  - Kaiser: Zhengtong (1435–1449)

- Japan
  - Kaiser: Go-Hanazono (1428–1464)
  - Shōgun Ashikaga: Ashikaga Yoshinori (1429–1441)

- Korea (Joseon-Dynastie)
  - König: Sejong (1418–1450)

- Persien 
  - Sultan (Timuriden-Dynastie): Schah-Ruch (1406–1447)

- Qara Qoyunlu (Reich der Schwarzen Hammel)
  - Herrscher: Dschahan Schah (1435–1467)

- Siam
  - Ayutthaya
    - König: Borommaracha II. (1424–1448)

  - Lan Na
    - König: Sam Fang Kaen (1401–1441)

  - Lan Xang
    - König: Interregnum (1438–1441), das Königreich wurde von zwei Mönchen und vier Gelehrten regiert

- Trapezunt
  - Kaiser: Johannes IV. (1429–1458)

## Europa
- Andorra
  - Co-Fürsten:
    - Graf von Foix: Gaston IV. (1436–1472)
    - Bischof von Urgell: Arnau Roger de Pallars (1437–1461)

- Byzantinisches Reich
  - Kaiser: Johannes VIII. Palaiologos (1425–1448)

- Dänemark (1397–1523  Personalunion mit Norwegen und Schweden)
  - König: Christoph III. (1439–1448)

- Deutschordensstaat
  - Hochmeister: Paul von Rusdorf (1422–1441)

- England
  - König: Heinrich VI. (1422–1461) (1470–1471)

- Frankreich
  - König: Karl VII., der Siegreiche (1422–1461)
  - Bretagne
    - Herzog: Johann VI. (1399–1442)

- Heiliges Römisches Reich
  - König: Friedrich III. (1440–1493) (ab 1452 Kaiser)
  - Kurfürstentümer
    - Erzstift Köln
      - Erzbischof: Dietrich II. von Moers (1414–1463) (1414–1463 Administrator von Paderborn)

    - Erzstift Mainz
      - Erzbischof: Dietrich Schenk von Erbach (1434–1459)

    - Erzstift Trier
      - Erzbischof: Jakob I. von Sierck (1439–1456)

    - Böhmen
      - König: Ladislaus Postumus (1440–1457) (Krönung 1453)

    - Brandenburg
      - Markgraf: Friedrich I. (1415–1440)
      - Markgraf: Friedrich II. Eisenzahn (1440–1471)

    - Kurpfalz
      - Pfalzgraf: Ludwig IV. (1436–1449) (bis 1442 unter Vormundschaft Otto I. von Pfalz-Mosbach)

    - Sachsen
      - Kurfürst: Friedrich II. der Sanftmütige (1428–1464)

  - geistliche Fürstentümer
    - Hochstift Augsburg
      - Bischof: Peter von Schaumberg (1424–1469)

    - Hochstift Bamberg
      - Bischof: Anton von Rotenhan (1431–1459)

    - Hochstift Basel
      - Bischof: Friedrich zu Rhein (1437–1451)

    - Erzstift Besançon
      - Erzbischof: Quentin Ménard (1439–1462)

    - Hochstift Brandenburg
      - Bischof: Stephan Bodecker (1421–1459)

    - Erzstift Bremen
      - Erzbischof: Baldwin II. von Wenden (1435–1441)

    - Hochstift Brixen
      - Bischof: Georg von Stubai (1437–1443)

    - Hochstift Cambrai
      - Bischof: Johann VI. von Burgund (1439–1479)

    - Hochstift Cammin
      - Bischof: Siegfried II. Bock (1424–1446)

    - Hochstift Chur
      - Bischof: Johannes IV. Naso (1418–1440)
      - Administrator: Konrad von Rechberg (1440–1441)

    - Abtei Corvey
      - Abt: Arnold von der Malsburg (1435–1463)

    - Hochstift Eichstätt
      - Bischof: Albrecht II. von Hohenrechberg (1429–1445)

    - Hochstift Freising
      - Bischof: Nikodemus della Scala (1422–1443)

    - Abtei Fulda
      - Abt: Johann von Merlau (1395–1440)
      - Abt: Hermann von Buchenau (1440–1449)

    - Hochstift Genf
      - Bischof: François de Metz (1426–1444)

    - Hochstift Halberstadt
      - Bischof: Burchard von Warberg (1437–1458)

    - Hochstift Havelberg
      - Bischof: Konrad von Lintorff (1427–1460)

    - Hochstift Hildesheim
      - Bischof: Magnus von Sachsen-Lauenburg (1424–1452) (1410–1424 Bischof von Cammin)

    - Hochstift Konstanz
      - Bischof: Heinrich IV. von Hewen (1436–1462) (1441–1456 Administrator von Chur)

    - Hochstift Lausanne
      - Bischof: Jean de Prangins (1433–1440)
      - Bischof: Georg von Saluzzo (1440–1461)

    - Hochstift Lübeck
      - Bischof: Nikolaus II. Sachau (1439–1449)

    - Hochstift Lüttich
      - Bischof: Johann VIII. von Heinsberg (1419–1456)

    - Erzstift Magdeburg
      - Erzbischof: Günther II. von Schwarzburg (1403–1445)

    - Hochstift Meißen
      - Bischof: Johannes IV. Hoffmann von Schweidnitz (1427–1451)

    - Hochstift Merseburg
      - Bischof: Johann II. Bose (1431–1463)

    - Hochstift Metz
      - Bischof: Conrad II. Bayer von Boppard (1415–1459)

    - Hochstift Minden
      - Bischof: Albert von Hoya (1437–1473) (1450–1454 Administrator von Osnabrück)

    - Hochstift Münster
      - Bischof: Heinrich II. von Moers (1424–1450) (1442–1450 Administrator von Osnabrück)

    - Hochstift Naumburg
      - Bischof: Peter von Schleinitz (1434–1463)

    - Hochstift Osnabrück
      - Administrator: Erich I. von Hoya (1437–1441) (1450–1457 Gegenbischof von Münster)

    - Hochstift Paderborn
      - Administrator: Dietrich III. von Moers (1414–1463) (1414–1463 Erzbischof von Köln)

    - Hochstift Passau
      - Bischof: Leonhard von Laiming (1423–1451)

    - Hochstift Ratzeburg
      - Bischof: Pardam von dem Knesebeck (1431–1440)
      - Bischof: Johannes II. Prohl (1440–1454)

    - Hochstift Regensburg
      - Bischof: Friedrich II. von Parsberg (1437–1449)

    - Erzstift Salzburg
      - Erzbischof: Johann II. von Reisberg (1429–1441)

    - Hochstift Schwerin
      - Bischof: Hermann III. Köppen (1429–1444)

    - Hochstift Sitten
      - Bischof: Wilhelm VI. von Raron (1437–1451)

    - Hochstift Speyer
      - Bischof: Reinhard von Helmstatt (1438–1456)

    - Hochstift Straßburg
      - Bischof: Konrad IV. von Busnang (1439–1440)
      - Bischof: Ruprecht von Pfalz-Simmern (1440–1478)

    - Hochstift Toul
      - Bischof: Louis de Haraucourt (1437–1449)

    - Hochstift Trient
      - Bischof: Alexander von Masowien (1423–1444)

    - Hochstift Utrecht
      - Bischof: Rudolf von Diepholz (1433–1455)

    - Hochstift Verden
      - Bischof: Johannes III. von Asel (1426–1470)

    - Hochstift Verdun
      - Bischof: Guillaume Fillastre der Jüngere (1437–14349)

    - Hochstift Worms
      - Bischof: Friedrich II. von Domneck (1427–1445)

    - Hochstift Würzburg
      - Bischof: Johann II. von Brunn (1411–1440)
      - Bischof: Sigismund von Sachsen (1440–1443)

  - weltliche Fürstentümer
    - Baden
      - Markgraf: Jakob I. (1431–1453)

    - Bayern
      - Bayern-Ingolstadt
        - Herzog: Ludwig VII., der Bärtige (1413–1447)

      - Bayern-Landshut
        - Herzog: Heinrich XVI. (1393–1450)

      - Bayern-München
        - Herzog: Albrecht III. der Fromme (1438–1460)

    - Brandenburg-Ansbach
      - Markgraf: Friedrich VI. (1397–1440) (1415–1440 Markgraf von Brandenburg)
      - Markgraf: Albrecht Achilles (1440–1486) (1471–1486 Kurfürst von Brandenburg, 1457–1486 Markgraf von Brandenburg-Kulmbach)

    - Brandenburg-Kulmbach
      - Markgraf: Friedrich VI. (1420–1440) (1415–1440 Markgraf von Brandenburg)
      - Markgraf: Johann der Alchemist (1440–1457)

    - Herzogtum Braunschweig-Lüneburg
      - Braunschweig-Calenberg
        - Herzog: Wilhelm I. (1432–1473)

      - Braunschweig-Göttingen
        - Herzog: Otto II. (1394–1463)

      - Braunschweig-Grubenhagen
        - Herzog: Heinrich III. (1427–1464) (bis 1437 unter Vormundschaft)
        - Herzog: Albrecht II. (1427–1485) (bis 1440 unter Vormundschaft)
        - Herzog: Ernst (1427–1464) (bis 1440 unter Vormundschaft)

      - Braunschweig-Lüneburg (gemeinsame Herrschaft)
        - Herzog: Otto IV. (1434–1446)
        - Herzog: Friedrich II. (1434–1457) (1472–1478)

      - Braunschweig-Wolfenbüttel
        - Herzog: Heinrich II. (1428–1473)

    - Hanau
      - Graf: Reinhard II. (1404–1451) (bis 1429 Herr)

    - Hessen
      - Landgraf: Ludwig I. (1413–1458)

    - Hohenzollern
      - Graf: Jobst Nikolaus I. (1439–1488)

    - Jülich-Berg-Ravensberg
      - Herzog: Gerhard (1437–1475)

    - Kleve
      - Herzog: Adolf II. (1394–1448) (bis 1417 Graf)

    - Lippe
      - Herr: Bernhard VII. (1429–1511)

    - Lothringen
      - Herzogin: Isabella (1431–1453)
      - Herzog: René I. (1431–1453) (Iure uxoris) (1435–1442 König von Neapel, 1434–1480 Herzog von Anjou, 1419–1480 Herzog von Bar, 1434–1480 Graf von Provence)

    - Nassau
      - ottonische Linie
        - Nassau-Beilstein
          - Graf: Johann I. (1412–1473) (Beilstein und Mengerskirchen)
          - Graf: Heinrich III. (1418–1477) (Liebenscheid)

        - Nassau-Dillenburg (gemeinsame Herrschaft)
          - Graf: Johann II. (1416–1443)
          - Graf: Engelbert I. (1416–1442)

      - walramische Linie
        - Nassau-Idstein
          - Graf: Johann (1426–1480)

        - Nassau-Weilburg (gemeinsame Herrschaft)
          - Graf: Philipp II. (1429–1492)
          - Graf: Johann II. (1429–1442) (bis 1442 unter Vormundschaft) (1442–1472 Graf von Nassau-Saarbrückrn)

    - Oldenburg
      - Graf: Dietrich (1403–1440)
      - Graf: Christian Vii. (1440–1448) (1448–1481 König von Dänemark, 1450–1481 König von Norwegen, 1457–1464 König von Schweden, 1460–1474 Graf von Holstein, 1474–1481 Herzog von Holstein, 1460–1481 Herzog von Schleswig)

    - Ortenburg
      - Graf: Etzel I. (1422–1444)

    - Pfalz (Kurlinie siehe unter Kurfürstentümer)
      - Pfalz-Mosbach
        - Pfalzgraf: Otto I. (1410–1448/61)

      - Pfalz-Neumarkt
        - Pfalzgraf: Johann (1410–1443)

      - Pfalz-Simmern-Zweibrücken
        - Pfalzgraf: Stefan (1410–1453)

    - Pommern
      - Pommern-Barth
        - Herzog: Barnim VIII. (1425–1451)

      - Pommern-Stettin
        - Herzog: Joachim (1435–1451)

      - Pommern-Stolp
        - Herzog: Bogislaw IX. (1418–1446)

      - Pommern-Wolgast
        - Herzog: Barnim VII. (1415–1451)

    - Sachsen-Lauenburg (Askanier)
      - Herzog: Bernhard II. (1435–1463)

    - Waldeck
      - Waldeck-Landau
        - Graf: Otto III. (1431–1459)

      - Waldeck-Waldeck
        - Graf: Heinrich VII. (1397–1442/4)

    - Württemberg
      - Graf: Ludwig I. (1419–1442/50) (bis 1426 unter Vormundschaft)
      - Graf: Ulrich V. der Vielgeliebte (1419–1442/80) (bis 1433 unter Vormundschaft)

- Italienische Staaten
  - Este
    - Markgraf: Taddeo d’Este (1415–1448)

  - Ferrara, Modena und Reggio
    - Herr: Niccolò III. d’Este (1393–1441)

  - Florenz (nominell Republik)
    - Signor: Cosimo de’ Medici (1434–1464) (de facto Herrscher)

  - Genua
    - Doge: Tommaso di Campofregoso (1415–1421) (1436–1437) (1437–1442)

  - Kirchenstaat
    - Papst: Eugen IV. (1431–1447)

  - Mailand
    - Herzog: Filippo Maria Visconti (1412–1447)

  - Mantua
    - Markgraf: Gianfrancesco I. Gonzaga (1407–1444) (bis 1433 Graf)

  - Montferrat
    - Markgraf: Johann Jakob (1418–1431) (1433–1445)

  - Neapel
    - König: René der Gute (1435–1442)

  - Rimini
    - Herr: Sigismondo Malatesta (1432–1468)

  - Saluzzo
    - Markgraf: Ludwig I. (1416–1475)

  - San Marino
    - Capitano Reggente: Sante Lunardini (1439–1440)
    - Capitano Reggente: Bianco di Antonio (1439–1440)
    - Capitano Reggente: Barnaba di Antonio Lunardini (1440)
    - Capitano Reggente: Antonio Giannini (1440)
    - Capitano Reggente: Antonio di Simone Belluzzi (1440–1441)
    - Capitano Reggente: Giacomo d’Antonio Sammaritani (1440–1441)

  - Savoyen
    - Herzog: Ludwig (1434/39–1465) (bis 1439 Regent)

  - Sizilien (1412–1713 zu Aragon bzw. Spanien)
    - König: Alfons I. (1416–1458)
      - Vizekönig: Bernardo Requesens (1439–1440) (1463–1465)
      - Vizekönig: Gilberto Centelles (1440–1441)
      - Vizekönig: Battista Platamonte (1436–1438) (1440–1441)

  - Urbino
    - Graf: Guidantonio da Montefeltro (1404–1443)

  - Venedig
    - Doge: Francesco Foscari (1423–1457)

- Monaco
  - Seigneur: Jean I. (1407–1454)

- Norwegen
  - König: Erik VII. (1412–1442)

- Osmanisches Reich
  - Sultan: Murat II. (1421–1451)

- Polen
  - König: Wladyslaw I. (1434–1444)

- Portugal
  - König: Alfons V. (1438–1481), minderjährig, deshalb für ihn Peter von Portugal als Regent

- Russland
  - Großfürst: Wassili II. (1425–1462)

- Schottland
  - König: Jakob II. (1437–1460)

- Schweden
  - König: Erik VII. (1412–1441)

- Spanische Staaten
  - Aragon
    - König: Alfons V. (1416–1458) (1442–1458 König von Neapel)

  - Granada
    - Emir: Muhammad IX. (1419–1427, 1429–1431, 1432–1445, 1448–1453)

  - Kastilien
    - König: Johann II. (1406–1454)

  - Navarra
    - Königin: Blanka (1425–1441)
    - König: Johann II. (1425–1479) (de iure uxoris) (1458–1479 König von Aragón und Sizilien)

- Ungarn (1440–1444) (Herrschaft umstritten)
  - König: Ulászló I. (1440–1444)
  - König: Ladislaus V. Postumus (1440/44–1457) (bis 1452 in der Gefangenschaft seines Onkels Friedrich III.)

- Walachei
  - Fürst: Vlad II. Dracul (1436–1442) (1443–1447)

- Zeta
  - Fürst: Stefan I. Crnojević (1427–1465)

- Zypern
  - König: Johann II. (1432–1458)